# Chiesa di Santa Croce (Chiasso)
La chiesa di Santa Croce è un edificio religioso tardobarocco che si trova a Pedrinate, nel comune di Chiasso.

## Storia
L'edificio fu eretto entro la fine del XVI secolo e nel 1599 fu menzionato per la prima volta. Nel 1775 fu dotata di campanile e nel 1779 circa fu realizzata la cupola a pennacchi, internamente decorata da affreschi tardosettecenteschi (un Trionfo della morte e le figure degli Evangelisti). Fra il 1770 e il 1780 fu realizzato l'altare, in marmi policromi. Nel 1792 la chiesa diventò sede di una parrocchia autonoma.